# Солод, Олег Викторович
Олег Викторович Солод (род. 16 июля 1959, Ленинград) — русский прозаик, сценарист, драматург, юморист, спортивный комментатор, химик-органик.  

## Биография
Родился 16 июля 1959 года в Ленинграде. Детство прошло в военных авиационных городках, где служил отец — военный медик.
В 1981 году окончил химический факультет Ленинградского государственного университета. Кандидат химических наук, доцент.
С 1983 по 2014 год работал в Военно-медицинской академии им. С. М. Кирова. Автор около 100 научных трудов, 1 изобретения, цикла научно-исторических статей о жизни и деятельности выдающихся отечественных ученых: А. П. Бородина, С. В. Лебедева, С. П. Власова, Н. Н. Зинина и А. П. Дианина.
Тема диссертации «Взаимодействие 1,2,4,4-тетрафункциональных производных гидразина с 1,3-дикарбонильными соединениями».
С декабря 2014 по ноябрь 2017 – проректор Санкт-Петербургского Гуманитарного университета профсоюзов. С сентября 2020 по июль 2024 года консультант ректората по творческим вопросам.
Капитан команды КВН Ленинградского государственного университета в 1987—1991 годах. Автор эстрадных номеров, вошедших в репертуар популярных российских артистов. С 1993 по 2008 год — постоянный автор Яна Арлазорова.
Автор драматических и музыкально-драматических пьес, исполняемых репертуарными театрами России и Беларуси. Автор сценариев эстрадных программ и массовых праздников, проходивших на крупнейших площадках Москвы и Санкт-Петербурга, в том числе официальной церемонии открытия Дня Москвы 1 сентября 2004 г. и празднования 100-летия Российского футбольного союза (2012).
Спортивный тележурналист, комментатор. В середине 90-х годов создал и в дальнейшем развил на отечественном телевидении жанр спортивно-развлекательной программы («Овертайм», «Дополнительное Время», «Футбольная Столица»).
Член Союза писателей Санкт-Петербурга (2016), Многонационального Союза писателей (2014), Российского союза профессиональных литераторов (1999).

## Звания и награды
- Заслуженный работник высшей школы РФ;
- Благодарность Президента Российской Федерации 27 февраля 2023;[3]
- Лауреат литературной премии «Тайм-аут» еженедельника «Век», Москва (2000);
- Лауреат II Московского (открытого) конкурса артистов юмористических жанров в номинации «писатель-сатирик» (2002);
- Лауреат премии Ассоциации спортивной прессы Санкт-Петербурга за создание цикла спортивно-художественных телевизионных программ (2013);
- Награждён грамотой Правительства Москвы за создание спектакля к 65-летию битвы под Москвой (2007);
- Лауреат Беляевской премии-2022 за книгу «Люди, которые меня изменили»;[4]
- Лауреат Конкурса короткого рассказа им. В. Г. Короленко;[5]
- Медаль «За трудовую доблесть» (Минобороны), 2012;
- Почётная грамота Федерации независимых профсоюзов России, 2021;[6]
- Почётная грамота Министерства науки и высшего образования РФ, 2021;
- Дипломант Международной литературной премии им. Н. Гоголя.

## Телевизионные программы
- Юбилейные шоу-программы «Арлазорову — 80» (1997, RenTV); «Вечер открытых дверей Яна Арлазорова» (2008, ТК «Россия») — автор сценария (совместно с Я. Арлазоровым);
- Открытый всероссийский конкурс выпускниц средних школ «Высший бал(л)» (1998—2002, ТРК «Петербург», 2002—2004, ТНТ) — автор сценария;
- Юмористическая программа «Кубок юмора — 2002» (ОРТ-1 канал) — автор сценария;
- Юмористическая программа «Смехачи» (ТК «Россия») — соавтор сценария(совместно с Я. Арлазоровым);
- Обозрение «Хоккейный Петербург» (2005—2006, 7ТВ) — ведущий;
- Цикл программ «Легендарные матчи НХЛ» (2006—2007, ТРК «Петербург-5-й канал») — соведущий (совместно с В. Кукушкиным);
- Церемония награждения лучших врачей России «Призвание» (ОРТ, 2009) — автор сценария.

## Спортивно-развлекательные программы
- Хоккейное обозрение «Овертайм» (ТРК Петербург) — (1995—2000, ТРК «Петербург») — автор, ведущий;154 выпуска.
- Хоккейное обозрение «Дополнительное время» и ток-шоу «НаСТОльный кубок» — (2004—2005, телеканал СТО) — автор, ведущий; 61 выпуск.
- Футбольное обозрение «Опять о футболе» (5 канал) — 154 выпуска.
- Обозрение «Футбольная столица» (НТВ-Петербург) (2010—2016, НТВ-Петербург) — автор, шеф-редактор — 333 выпуска.
- Обозрение "Футбольная столица с Геннадием Орловым (Youtube + ВК) — 99 выпусков.

## Художественные теле- и кинофильмы
- сериал «Чисто по жизни» (2003, RenTV, 2005, СТО) — автор идеи и сценария;
- сериал «Подлинная история поручика Ржевского» (2006, RenTV) — соавтор сценария (совместно с А. Максимковым);
- мини-сериал «Веселые соседи» (2006, ОРТ-1 канал) — автор сценария;
- сериал «Партизаны» (2010, ЦентралПартнершип) по одноименной книге — автор идеи и сценария;
- кинофильм «Демониада» (2009, АТК) — автор идеи и сценария;
- кинофильм «Английский русский» (2013, АТК) — автор сценария.

## Театральные постановки
- Драматическая постановка «Ожившие страницы истории» (премьера в Манеже, Москва, 5 декабря 2006 г.) — автор сценария.
- Комедия «Клон» (премьера в Ростовском молодёжном театре 6 апреля 2008 г.) — автор пьесы. Таганрогский театр им. А. П. Чехова (8 апреля 2008 г.).
- Оперетта «Весенний парад» Р. Штольца (премьера в Санкт-Петербургском Театре музыкальной комедии, 1 декабря 2008 г.) — автор русского текста.
- Оперетта «Парижская жизнь» Ж. Оффенбаха (премьера в Санкт-Петербургском театре музыкальной комедии, 20 мая 2009 г.) — автор русского текста.
- Музыкально-драматический спектакль «Сильнее смерти только жизнь» (премьера в Санкт-Петербургском театре эстрады, 7 мая 2010 г.) — автор сценария.
- Водевиль «Подлинная история поручика Ржевского» (премьера в Магаданском государственном музыкальном и драматическом театре, 2 декабря 2011 г.) — соавтор пьесы (совместно с А. Максимковым). Пьеса поставлена ещё в 11 театрах.
- Оперетта «Бабий бунт» Е. Птичкина (премьера в Санкт-Петербургском театре музыкальной комедии, 20 марта 2011 г.) — автор сценической редакции.
- Музыкально-драматическая фантазия «Блудный сын» (премьера в Алтайском краевом театре драмы им. В. М. Шукшина, г. Барнаул, 7 октября 2011 г.) — соавтор пьесы (совместно с В. Вербиным). Поставлена ещё в трех театрах.
- Оперетта «Женихи» И. Дунаевского (премьера в Санкт-Петербургском театре музыкальной комедии, 1 мая 2014 г.) — автор сценической редакции.
- Мюзикл «Голливудская дива» Р. Бенатцки (премьера в Санкт-Петербургском театре музыкальной комедии, 12 сентября 2014 г.) — автор русского текста.
- Комедия «Женская роль» (премьера в Санкт-Петербургском ДК «Выборгский» 28 октября 2015 г.) — автор пьесы.
- Оперетта «Орфей в аду» Ж. Оффенбаха (премьера в Санкт-Петербургском театре музыкальной комедии, 28 октября 2016 г.) — автор русского текста.
- Спектакль «Гражданин Р. Ф.» (премьера в Театре «Русская антреприза им. А. Миронова», октябрь 2018 г.) — соавтор пьесы (совместно с В. Крамером).
- Музыкально-сатирическая комедия «Светлое будущее» по мотивам пьесы В.Катаева «Дорога цветов» (премьера в Иркутском областном музыкальном театре им. Н. М. Загурского 29 февраля 2020 г.) — автор сценической адаптации. Калужский областной драматический театр (27 марта 2025 г.) (под названием «Любовь без предрассудков»).
- Литературно-драматическая композиция «Война» по мотивам произведений Д. Гранина (премьера в Санкт-Петербургском Гуманитарном университете профсоюзов, 12 мая 2021 г.) — автор пьесы.
- Спектакль «Дни его жизни („Гражданин Р. Ф.“)» (премьера в Театре «Русская антреприза им. А. Миронова», 1 ноября 2021 г.) — соавтор пьесы (совместно с В. Фурманом, В. Крамером).
- Пьеса «Как арапа женили. Невероятные приключения Петров Великих и прадеда Александра Пушкина в прошлом, настоящем и будущем» (премьера в Театре-фестивале «Балтийский дом», г. Санкт-Петербург, 24 июня 2022 г.) — соавтор пьесы (совместно с В. Крамером).
- Оперетта «Герцогиня из Чикаго» И. Кальмана (премьера в Белорусском государственном академическом музыкальном театре, 11 ноября 2022 г.) — автор сценической редакции.
- Спектакль-концерт «Сны белых ночей» (премьера в Театре-фестивале «Балтийский дом», г. Санкт-Петербург, 14 февраля 2024 г.) — автор сценической композиции.
- Мюзикл «Капитанская дочка» А.Петрова (премьера в Санкт-Петербургском театре музыкальной комедии, 26 сентября 2024 г.) — автор пьесы.
- Мюзикл «Ромео и Джульетта» Ж. Пресгурвика (премьера в Санкт-Петербургском театре музыкальной комедии, 2 января 2025 г.) — автор русского текста.
- Спектакль-концерт «Дорога к жизни» (премьера в Национальном драматическом театре России — Александринский театр, 9 мая 2025 г.) — автор сценария.
- Оперетта «Марица» И. Кальмана (премьера в Белорусском государственном академическом музыкальном театре, 29 мая 2025 г.) — автор сценической редакции.

## Книги
- Арлазоров – не дурак. Народный путеводитель с картинками (в соавторстве с Я. Арлазоровым). — М.: Эксмо-Пресс, 2001. — 7000 экз. — ISBN 5-04-006543-4.

- Принц и нищий, или Чисто по жизни. — М.: Эксмо  Яуза, 2005. — 4100 экз. — ISBN 5-699-08754-0.
- Принц и нищий, или Чисто по теме. — М.: Эксмо  Яуза, 2005. — 4100 экз. — ISBN 5-699-09053-3.
- Партизаны. Судный день. — М.: Эксмо Яуза, 2005. — 3000 экз. — ISBN 5-699-10864-5.
- Партизаны. — М.: Эксмо  Яуза, 2005. — 4100 экз. — ISBN 5-699-09809-8.
- Подлинная история поручика Ржевского. (В соавторстве с Андреем Максимковым). — М.: Эксмо  Яуза, 2005. — 10 000 экз. — ISBN 5-699-15524-4.
- УниверСага. — СПб.: СПбГУП, 2005. — 2000 экз. — ISBN 5-7621-0305-6.
- Мой отец и его время. — СПб .: СПбГУП, 2014. — 100 экз. — ISBN 978-5-7621-0793-8..

- Четыре времени жизни. — СПб.: Союз писателей Петербурга, 2016. — 200 экз. — ISBN 978-5-4311-0134-4.
- Дружили два товарища. — СПб.: Союз писателей Петербурга, 2019. — 500 экз. — ISBN 978-5-4311-0188-5.
- Пульс за сто. — М.: Вече, 2019. — 1000 экз. — ISBN 978-5-4484-0908-0.
- Русский Леонардо.К 185-летию со дня рождения А. П. Бородина. — СПб .: СПбГУП, 2019. — 500 экз. — ISBN 978-5-7621-1008-2.
- Падение Икара: к 120-летию со дня рождения Н. В. Гоголя. — СПб.: СПбГУП, 2019. — 500 экз. — ISBN 978-5-7621-1035-8.
- Гений и злодейство: Шекспир против Ричарда III. — СПбГУП.: СПбГУП, 2020. — 500 экз. — ISBN 978-5-7621-1091-4.
- Люди, которые меня изменили. — СПб.: СПбГУП, 2021. — 500 экз. — ISBN 978-5-7621-1114-0.